# Fröschendorf
Fröschendorf (fränkisch: Fräschndoaf) ist ein Gemeindeteil der Gemeinde Trautskirchen im Landkreis Neustadt an der Aisch-Bad Windsheim (Mittelfranken, Bayern). Fröschendorf liegt in der Gemarkung Buch.

## Geografie
Das Dorf liegt am rechten Ufer der Zenn. 0,25 km südlich beginnt das Waldgebiet Langert. Die Staatsstraße 2413 führt nach Buch (1,3 km nordwestlich) bzw. nach Trautskirchen (0,9 km östlich).

## Geschichte
Der Ort wurde 1286 als „Freschendorf“ erstmals urkundlich erwähnt. Das Bestimmungswort des Ortsnamens ist der Personenname Fres(i)co, der der Gründer des Dorfes war. Im Jahre 1294 schenkten Konrad IV. von Nürnberg und seine Frau Agnes dem Deutschen Orden die Burg Virnsberg mit Eingehörungen, wozu auch Fröschendorf zählte.
Gegen Ende des 18. Jahrhunderts gab es in Fröschendorf 13 Anwesen (1 Mühle, 5 Höfe, 1 Dreiviertelhof, 2 Halbhöfe, 1 Drittelhof, 2 Viertelhöfe, 1 Gemeindehirtenhaus). Das Hochgericht übte das Obervogteiamt Virnsberg aus. Die Dorf- und Gemeindeherrschaft und die Grundherrschaft über alle Anwesen hatte die Deutschordenskommende Virnsberg.
Im Rahmen des Gemeindeedikts wurde Fröschendorf dem 1808 gebildeten Steuerdistrikt Buch und der 1811 gebildeten Ruralgemeinde Buch zugeordnet. Am 1. Juli 1972 wurde Fröschendorf im Zuge der Gebietsreform in Bayern nach Trautskirchen eingemeindet.

### Baudenkmal
- Haus Nr. 8: Wohnstallhaus[12]

### Einwohnerentwicklung
| Jahr      | 001818 | 001840 | 001861 | 001871 | 001885 | 001900 | 001925 | 001950 | 001961 | 001970 | 001987 |
| Einwohner | 95     | 99     | 111    | 110    | 104    | 85     | 77     | 80     | 69     | 67     | 55     |
| Häuser    | 19     | 17     |        |        | 16     | 16     | 15     | 15     | 14     |        | 12     |
| Quelle    | [ 14 ] | [ 15 ] | [ 16 ] | [ 17 ] | [ 18 ] | [ 19 ] | [ 20 ] | [ 21 ] | [ 22 ] | [ 23 ] | [ 1 ]  |

## Religion
Der Ort ist seit der Reformation evangelisch-lutherisch geprägt und nach St. Laurentius (Trautskirchen) gepfarrt. Die Einwohner römisch-katholischer Konfession sind nach Mariä Himmelfahrt (Sondernohe) gepfarrt.